# Richard Thomas (Diplomat)
Sir Richard Thomas, seit 1990 CMG (* 1938) ist ein ehemaliger britischer Diplomat.

## Leben
Richard Thomas trat 1961 in den auswärtigen Dienst des Foreign Offices und wurde in Ghana, Togo, beim Nordatlantikrat in Paris und Brüssel und Neu-Delhi eingesetzt. In Prag war er Gesandtschaftsrat und zeitweise Geschäftsträger.
Von 1983 bis 1986 war er als Botschafter in Reykjavík und von 1989 bis 1994 in Sofia tätig. Anschließend wurde Richard Thomas bis zu seiner Pensionierung 1998 als britischer Hochkommissar in Bridgetown berufen.
Thomas hatte 1998 und 1999 einen Lehrauftrag am Royal Institute of International Affairs (Chatham House). Darüber hinaus war er von 1999 bis 2005 Treuhänder und Vorsitzender der Leonard Cheshire Disability und von 2004 bis 2010 des Rye Arts Festival.